# Cabrobó
Cabrobó est une municipalité brésilienne située dans l'État du Pernambouc.